# Trasmonte (Las Regueras)
Trasmonte (asturisch Tresmonte) ist eine von sechs Parroquias und zugleich dessen Verwaltungssitz in der Gemeinde Las Regueras der autonomen Region Asturien in Spanien. Die 308 Einwohner (2011) leben in 7 Dörfern, auf einer Fläche von 12,33 km².

## Sehenswürdigkeiten
- Pfarrkirche San Juan

## Dörfer und Weiler im Parroquia
- Agüera 57 Einwohner 2011 43° 26′ 47″ N, 5° 57′ 40″ W
- Cogollo (El Cogollu) 75 Einwohner 2011 43° 27′ 26″ N, 5° 59′ 46″ W
- Granda 24 Einwohner 2011 43° 27′ 1″ N, 5° 58′ 14″ W
- Landrio (Llandrio) 20 Einwohner 2011 43° 26′ 48″ N, 5° 58′ 22″ W
- Las Cruces (Les Cruces) 22 Einwohner 2011 43° 27′ 12″ N, 5° 57′ 50″ W
- Pravia 20 Einwohner 2011
- Premió 90 Einwohner 2011 43° 27′ 37″ N, 5° 57′ 7″ W